# Калчо (Бергамо)
Калчо (итал. Calcio) је насеље у Италији у округу Бергамо, региону Ломбардија.
Према процени из 2011. у насељу је живело 4772 становника. Насеље се налази на надморској висини од 124 м.

## Становништво
| 1936. | 1951. | 1961. | 1971. | 1981. | 1991. | 2001. | 2011. |
| ----- | ----- | ----- | ----- | ----- | ----- | ----- | ----- |
| 4.025 | 4.343 | 4.061 | 3.906 | 4.518 | 4.773 | 4.799 | 5.336 |